# Victor Gélu
André Jean Victor Gélu, noto più semplicemente come Victor Gélu (Marsiglia, 12 settembre 1806 – Marsiglia, 2 aprile 1885), è stato un poeta e scrittore francese.

## Biografia

### Famiglia e infanzia
I suoi genitori hanno messo al mondo ben dieci figli, ma tre soltanto sopravvissero. Suo padre, Étienne Victor Gélu, panettiere, gestirà successivamente due esercizi a Marsiglia. Fu suo nonno, Victor Gélu, che per prima lascia le montagne d'Embrun (Hautes-Alpes) per esercitare il suo mestiere di panettiere a Marsiglia alla metà del XVIII secolo.

Victor Gélu aveva un'ammirazione immensa per suo padre. Più tardi descritto da suo figlio come "padre modello, il migliore e il più caritatevole degli uomini". Il giovane Victor non aveva al contrario la stessa considerazione per sua madre, Rosalie Margalet, una sarta originaria di Puyloubier, che lui definiva una "bigotta acrimoniosa". Ebbe spesso a lamentarsi nella sua giovinezza e la morte prematura del padre, il 10 giugno del 1822 (Victor non aveva che sedici anni), venne vissuta dal ragazzo in maniera drammatica. Ciò contribuirà alla formazione del suo carattere da qualcuno definito asociale. Tristezza e malinconia permeeranno le sue opere.

### Le vicende di Marsiglia e Victor Gélu (1814-1815)
Le sommosse e i massacri che insanguineranno Marsiglia dal 25 al 28 giugno del 1815 in seguito alla Restaurazione e alla salita al trono di Luigi XVIII avranno un forte impatto sul giovane Victor Gélu, spettatore involontario di scene terrificanti, dato che egli si veniva a trovare spesso per la strada, come i ragazzi della sua età.

Dopo le vicende di Marsiglia, Victor comincerà gli studi classici presso l'abbate Chabert, che aveva la fama di uomo duro. Qui subiva a volte punizioni crudeli e ingiuste, e vi rimase fino a che non andò dai Frati Grigi d'Aix. Lentamente si svilupparono in lui sentimenti profondi di antipatia per il clero e la monarchia, che lo spinsero ad avvicinarsi ai patrioti repubblicani o imperialisti. In seguito a una lite con il suo professore, frate Jérôme, Victor per poco non lo uccise lanciandogli sulla testa un pesante calamaio in piombo. Quindi, fuggì ritornando da suo padre, supplicandolo di tenerlo con lui. Quando Étienne Victor, il buon panettiere, morì, il giovane Victor provò un dolore senza fine. A lui dedicherà molte poesie commoventi. D'ora in poi tutto andrà di male in peggio. Il panificio familiare va in rovina (senza dubbio non vi è estraneo il pessimo carattere della madre) e l'eredità si liquefà come neve al sole, in conseguenza delle donazioni irresponsabili fatte da Rosalie alla sua parrocchia.

### Gli anni difficili (1822-1834)
Per sfuggire all'atmosfera opprimente familiare, Victor Gélu si mise a frequentare alcuni giovani con i quali recitava in una cantina il repertorio del teatro francese. Aveva inoltre amici tra i soldati reduci dell'Impero che si autoproclamavano gli "Addormentati".

Nel 1827, ormai maggiorenne, a Gélu, che aveva ripreso da suo padre il mestiere di fornaio, toccò una piccola somma di denaro che gli permise di vivere per proprio conto e, dunque, di affrancarsi dall'autorità materna. Purtroppo, i suoi progetti vanno in fumo e Gélu parte così per Bordeaux, poi Parigi, laddove esaurisce i suoi ultimi risparmi in cerca di un'occupazione. Ritorna sconfortato a Marsiglia e sua madre gli darà di tutta l'eredità un gruzzolo di parecchie centinaia di franchi.
Victor approfitta della fortuna per partire alla volta di Antibes dove ritorna sul palco: il primo ruolo in una rappresentazione teatrale si trovò ad essere vacante e Gélu venne reclutato per interpretarlo. Fu un vero trionfo. La sua carriera sembrava ormai ben avviata. Sfortunatamente, il mezzo teatrale l'irritava particolarmente, essendo lui un uomo austero, in cerca di perfezione morale. Partì dunque alla volta di Tolone, alla ricerca di un posto da impiegato o a bordo di uno dei vascelli da guerra per la spedizione d'Algeri. Non riuscendo ad adattarsi a queste situazioni ritorna ancora una volta a Marsiglia, presso sua madre. Costei, imbarazzata dal ritorno del figlio, gli affidò il suo giovane fratello Noël, inviandoli entrambi a Lione in una fabbrica alimentare che produceva pasta.
Con il Governo di Luglio arriva la crisi economica e Victor si ritrova presto senza lavoro. Quando ci fu l'insurrezione del 1831, rimase gravemente ferito.

Allora si presenterà colui che avrebbe potuto essere un'occasione insperata nella vita del giovane, appena venticinquenne: un avvocato, che accarezzava il sogno di diventare deputato, aveva promesso a Victor un posto di segretario allorché sarebbe entrato alla Camera, a Parigi. Il giovane Gélu presto dovette disilludersi poiché il suo avvocato si era inopinatamente sposato e di colpo aveva cambiato tutti i suoi progetti.

### La riuscita
1835: Noël Gélu, il più giovane della famiglia, si era sposato con una donna bisbetica e viveva bene o male facendo il mugnaio a Aubagne. Senza lavoro, Victor arrivò qualche tempo dopo ad abitare presso di loro. Ma la donna nei suoi confronti mostrava odio e glielo faceva ben capire. Stanco di questa vita così difficile, Victor Gélu tenterà dunque il suicidio. Per fortuna suo fratello Noël riuscì ad impedirglielo".

Più tardi, i due uomini si separeranno e Victor ritornerà a Marsiglia dove troverà una casa in affitto alla Plaine per 70 franchi. Si ritrova così a fare l'impiegato, a 30, dopo a 60 e infine a 90 franchi al mese. Aveva trovato alla fine, come lui stesso diceva, "la fortuna". Lo spirito, liberatosi da contingenze materiali, permetterà al poeta di iniziare a creare. Nel 1838, "Fenian et Grouman", la sua prima opera, ottiene un successo colossale.

Nel 1840, grazie ai suoi antichi amici, gli Addormentati (Endormis), riuscì a pubblicare una raccolta di dieci canzoni marsigliesi e altre quindici in francese.
Invitato nel 1852 al congresso dei felibristi (félibres), ad Arles, giunse a conquistarsi una folla di ammiratori per il suo aspetto atletico e la sua voce squillante (de cuivre). Lo stesso Roumanille dirà in questa occasione: « Accidenti, signore, ci dovete trovare troppo piccoli ». Tuttavia, Gélu rifiuterà di integrarsi ai félibres, preferendo tenersi fuori dai gruppi per poter meglio preservare l'indipendenza di spirito che lo caratterizza.
I suoi sentimenti repubblicani furono la fonte di ben altri turbamenti. I suoi nemici politici si accanivano contro di lui, opponendosi alla pubblicazione delle sue nuove opere. Infatti, nella seconda edizione, molti passaggi furono letteralmente tagliati, sostituiti con linee tratteggiate e la maggior parte delle opere furono comprate dai suoi avversari preoccupati soltanto di metterlo alla berlina.

Dopo alcuni anni passati al mulino di Roquevaire, Gélu ritorna a Saint-Barnabé, vicino a Marsiglia. Muore intanto la sua prediletta moglie. Siamo alla fine dell'Impero.

### Gli ultimi anni
Ormai stanco, Victor Gélu d'ora in poi avrà una produzione irregolare. Nello stesso tempo, preoccupato di sfuggire a qualsiasi forma d'onore, rifiuterà nel 1878 di far parte dell'Accademia di Marsiglia, nonostante il lusinghiero appoggio della maggioranza dei delegati. Poco tempo dopo, al comune della città di Marsiglia rifiuterà un posto di professore di dizione al Conservatorio.

Il 2 aprile del 1885, Victor Gélu si spegne, al 44 di via del Jardin-des-Plantes, presso suo figlio, pittore e architetto. L'elogio funebre fu particolarmente sobrio, mentre un delegato degli Endormis pronuncerà un discorso. I felibristi pubblicheranno una raccolta completa delle sue opere (escluse le Mémoires) e, nel 1891, gli verrà eretto un monumento sull'ex-piazza Neuve, ribattezzata piazza Victor-Gélu, proprio sulla Porto Vecchio.
Colui che un critico parigino aveva definito « il grande e terribile poeta » lascia l'immagine di un uomo con doti poetiche non comuni. Si è paragonato talvolta Gélu a François Villon. Il confronto, tuttavia, non regge. Se Gélu attinse l'essenziale della sua ispirazione dai vizi della bassa società marsigliese, egli si comportava costantemente come un austero moralista, dedito a correggere gli errori altrui, il che, si comprende, valse a lui amicizie piuttosto rare. Paul Masson dice di Gélu:

## Victor Gélu e la posterità
La sua influenza sui poeti e scrittori che gli sono succeduti, tra cui il grande Jòrgi Reboul, è considerevole. Fu ispriratore dei poeti del gruppo Les Cahiers de Garlaban che gli resero omaggio.
A Marsiglia, la sua città natale, una piazza del 2º distretto (arrondissement) porta il suo nome.

## Genealogia semplificata di Victor Gélu
- 1. André Jean Victor GÉLU (Marsiglia, 12/09/1806 - Marsiglia, 02/04/1885) sposa Claire TREMELLAT il 27/03/1848 a Roquevaire (13).
- 2. Étienne Victor GÉLU, panettiere (Marsiglia, 03/06/1769 - Marsiglia, 10/06/1822) si sposa a Marsiglia, il 21/05/1798:
- 3. Rosalie MARGALET, sarta (Puyloubier, 03/04/1770 - Marsiglia, 07/03/1854).
- 4. Victor GÉLU, panettiere (Embrun, luglio 1729 - Marsiglia, 26/11/1809) si sposa a Marsiglia il 21/07/1765:
- 5. Marie Anne DAUMAS (° La Cadière (83), 13/12/1726).
- 6. Jean-Baptiste MARGALET (° Puyloubier, 19/11/1735) si sposa a Puyloubier (?) il 02/02/1762:
- 7. Catherine ROCHE (° Puyloubier, 12/03/1739).
- 8. Claude GÉLU (nato a Embrun o Chorges (05) verso il 1700, deceduto tra il 1735 e il 1765) si sposa a Embrun il 18/01/1725:
- 9. Marie GAY (deceduta tra il 1765 e il 1800).
- 10. Antoine DAUMAS (deceduto dopo il 1765) si sposa a La Cadière 83 il 07/01/1715:
- 11. Thérèse REBOUL, di Sanary (83) (deceduta tra il 1725 e il 1765).
- 12. Louis MARGALET (nato a Puyloubier il 30/06/1704, deceduto a Puyloubier il 08/09/1753) si sposa a Saint-Antonin (13) il 14/02/1735:
- 13. Marie BOYER (nata tra il 1700 e il 1717, deceduta a Puyloubier il 30/11/1779).
- 14. Joseph ROCHE (nato a Puyloubier il 11/09/1710, deceduto a Puyloubier il 13/01/1777) si sposa a Puyloubier il 25/02/1732:
- 15. Magdeleine AGNEL (nata a Puyloubier il 14/05/1713, deceduta a Puyloubier il 13/01/1777).